# Washington (Nebraska)
Washington es una villa ubicada en el condado de Washington en el estado estadounidense de Nebraska. En el Censo de 2010 tenía una población de 150 habitantes y una densidad poblacional de 282,51 personas por km².

## Geografía
Washington se encuentra ubicada en las coordenadas 41°23′52″N 96°12′27″O / 41.39778, -96.20750. Según la Oficina del Censo de los Estados Unidos, Washington tiene una superficie total de 0.53 km², de la cual 0.53 km² corresponden a tierra firme y (0%) 0 km² es agua.

## Demografía
Según el censo de 2010, había 150 personas residiendo en Washington. La densidad de población era de 282,51 hab./km². De los 150 habitantes, Washington estaba compuesto por el 98% blancos, el 1.33% eran afroamericanos, el 0.67% eran amerindios, el 0% eran asiáticos, el 0% eran isleños del Pacífico, el 0% eran de otras razas y el 0% pertenecían a dos o más razas. Del total de la población el 0% eran hispanos o latinos de cualquier raza.